# Eupithecia fuscopunctata
Eupithecia fuscopunctata är en fjärilsart som beskrevs av Brandt 1938. Eupithecia fuscopunctata ingår i släktet Eupithecia och familjen mätare. Inga underarter finns listade i Catalogue of Life.